# Transport Act 1962
Der Transport Act 1962 war ein im Jahr 1962 von der britischen Regierung unter dem konservativen Premierminister Harold Macmillan erwirktes Gesetz zur Reorganisation des weitgehend verstaatlichten britischen Verkehrswesens.
Die mit dem Transport Act 1947 gegründete British Transport Commission (BTC) wurde aufgelöst und zum 1. Januar 1963 durch fünf neue Organisationen ersetzt, die jeweils für einen Verkehrsträger zuständig waren:
- British Railways Board (zuständig für den Eisenbahnverkehr von British Railways)
- London Transport Board (zuständig für den öffentlichen Verkehr im Großraum London)
- British Transport Docks Board (zuständig für die wichtigsten Seehäfen)
- British Waterways Board (zuständig für die Binnenwasserstraßen)
- Transport Holding Company (zuständig für Busverkehr, Bushersteller, Straßengüterverkehr sowie die staatlichen Anteile an Reedereien und Reiseunternehmen wie bspw. Thomas Cook and Son)

Folgen hatte das Gesetz vor allem für das britische Eisenbahnwesen. Ende 1960 hatte Britisch Rail ein akkumuliertes Defizit von ca. 500 Millionen £. Die Auflösung der BTC sollte deren schwerfällige bürokratische Prozesse, die dem Ziel einer integrierten Planung und Tarifierung der verschiedenen Verkehrsträger nicht gerecht worden waren, durch kleinere und handlungsfähigere Einheiten ersetzen. Der Transport Act 1962 erleichterte den Prozess zur Einstellung von Eisenbahnstrecken und führte in der Praxis in den Folgejahren bis 1970 zur sogenannten Beeching Axe, der Schließung eines Drittels der Schienenstrecken in Großbritannien.